# Hopeville Pond State Park
Der Hopeville Pond State Park ist ein State Park im US-Bundesstaat Connecticut auf dem Gebiet der Gemeinde Griswold. Das Gebiet war schon vor der Besiedlung durch die Europäer ein Fischplatz der Mohegan-Indianer. Später wurden dort Mühlen betrieben. 1930 wurde das Land vom Staat erworben und zu Erholungszwecken in einen State Park umgewandelt.
Freizeitmöglichkeiten umfassen Campen, Radfahren, Angeln, Bootfahren und Schwimmen. Das Verwaltungsgebäude ist im National Register of Historic Places eingetragen. Östlich des Parks schließt sich das Greenfalls Recreation Area, des Pachaug State Forest, Voluntown, an.

## Geschichte
Die Mohegan errichteten im Pachaug River Sperren, um dort Fische zu fangen. 1711 wurden Stephen Gates 14 acre (5,7 ha) Land zur Verfügung gestellt, wo er an den natürlichen Wasserfällen eine Getreide- und eine Sägemühle errichtete. 1818 erwarb Elizah Abel das Mühlen-Privileg und errichtete an der Stelle eine Wollspinnerei. Die Mühlen gingen später an John Slater über, der noch eine Satinet mill mit Namen „Hope Mill“ errichtete. Das umliegende Dorf bezog seinen Namen auf diese Mühle und gedieh, bis mehrere Feuer die Mühlen, die Kirche und einige Häuser zerstörten. Vor 1917 errichtete die Ashland Cotton Company einen Staudamm mit einem Reservoir von 58,7 ha (145 acre) Fläche. 1930 erwarb der Staat das Gelände zu Erholungszwecken und beauftragte das Civilian Conservation Corps mit der Gestaltung. 1938 wurde Hopeville Pond als State Park ausgewiesen.
Die natürlichen Wasserfälle sind im Speichersee untergegangen.
Das Dorf Hopville war in den 1840er Jahren ein „blühendes Dorf“. Am 4. November 1850 wurde eine Versammlung abgehalten um ein kirchliches Versammlungshaus zu bauen. Eine Kirche wurde für $1700 errichtet und am 12. Dezember 1852 eingeweiht. Das Dorf erreichte seine größte Blütezeit in den 1860er Jahren. 1881 wurde die Mühle, damals im Besitz von Edwin Lanthrop und Company, durch ein Feuer zerstört und nicht wieder aufgebaut. Später erwarb die Ashland Cotton Company die Immobilie. 1900 brannten die Kirche und vier weitere Häuser nieder. 1908 wurde die alte Mühle von 1711 selbst ein Raub der Flammen. Der Damm, den die Ashland Cotton Company errichtet hatte, wurde zur Stromerzeugung für die Mühle in Jewett City genutzt. Nach der Erwerbung der Liegenschaften durch den Staat errichtete das Civilian Conservation Corps Löschwasserteiche, Waldwege und gestaltete das Avery House um für die Nutzung als Verwaltungsgebäude.

## Avery House
Das Avery House (auch: Hopeville Pond Park House) ist ein 6 m (20 ft) mal 12 m (40 ft) umfassendes, zweigeschossiges Colonial-Haus mit zentralem Kamin von circa 1770. Der Kamin steht auf einem Steinfundament und verfügt über einen angebauten „Wurzelkeller“ (root cellar). 1935 richtete das Civilian Conservation Corps das Gebäude her für die Nutzung im State Park. Verändert wurde der traditionelle Grundriss des Erdgeschosses mit fünf Räumen. Die Lagerräume wurden aufgelöst und der Feuerplatz in der Küche entfernt. Aber das Haus hat die meisten seiner Türrahmen und seiner schmiedeeisernen Verschlüsse erhalten. 1986 wurde es in das National Register of Historic Places aufgenommen. Das Haus wurde als Hopeville Park manager’s residence genutzt.

## Freizeitmöglichkeiten
Die Freizeitmöglichkeiten im Park umfassen Campen, Radfahren, Angeln, Bootfahren und Schwimmen. In den Gewässern im Park gedeiht eine ganze Reihe unterschiedlicher Fische: Hecht, Kettenhecht, Forellenbarsch, Schwarzbarsch, Welse, Amerikanischer Flussbarsch und Bleugill (Lepomis macrochirus).
Es gibt 80 einzelne Zeltplätze die jeweils über einen Feuerplatz und einen Picknicktisch verfügen. 2013 wurde der Campingplatz unter die Best Tent Camping-Plätze gezählt.
Hopeville Pond wurde durch Connecticut: Rides for the Casual Cyclist in einen 17 km (11 mile)-langen Radweg aufgenommen.